# Günter Morgner
Günter Morgner (* 15. Dezember 1933 in Oelsnitz, Vogtland; † 1. November 2013 in Leipzig) war ein deutscher Bildhauer.

## Leben
Morgner absolvierte von 1948 bis 1951 eine Lehre als Holzbildhauer und arbeitete von 1952 bis 1955 bei der Wismut. Von 1955 bis 1959 studierte er Plastik bei Hellmuth Chemnitz an der Fachschule für angewandte Kunst in Leipzig. 1959 bis 1962 folgte das Studium an der Karl-Marx-Universität Leipzig bei E. John (Ästhetik, Philosophie). 1960 bis 1961 übernahm er eine Lehrtätigkeit im Fach Ästhetik an der Karl-Marx-Universität. Von 1971 bis 1975 studierte er extern an der Hochschule für industrielle Formgestaltung Burg Giebichenstein bei Gerhard Lichtenfeld (Plastik). Er unterrichtete an der Zooschule im Leipziger Zoo und leitete mehrere künstlerische Zirkel. Zeitlebens wirkte er als freischaffender Künstler und Bildhauer. Er verstarb nach schwerer Krankheit und wurde auf dem Evangelischen Friedhof Leipzig-Connewitz beerdigt.

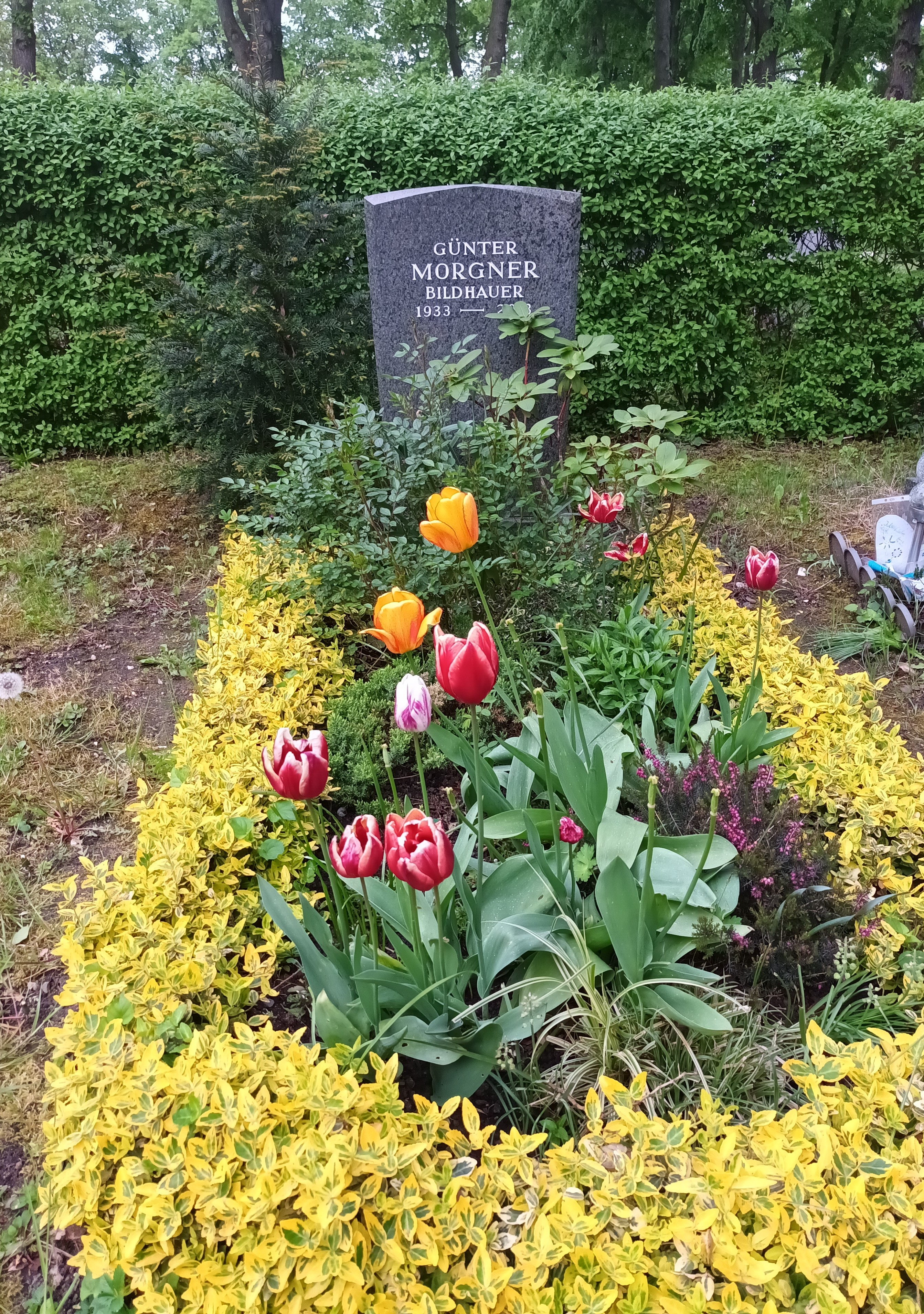
Grabstätte Günter Morgner

## Werk
Günter Morgner schuf vorwiegend plastische Arbeiten in Bronze und Metall. Frühe Werke waren inspiriert von Richard Scheibe und Gerhard Marcks, spätere Arbeiten waren eher vom Bauhaus beeinflusst, was sich in freieren figurativen Setzungen und Kompositionen widerspiegelte. Dieser Einfluss ist sicher auch auf seine Freund- und Nachbarschaft zu Hajo Rose zurückzuführen, mit dem er oft philosophische und ästhetische Themen diskutierte. Auch entstanden mehrere plastische Porträts von Rose. Neben einer Vielzahl von Porträts schuf Morgner auch Akte, Tierplastiken wie Marabu II (Aluminium, Höhe: 60 cm, 1980) und Medaillen.

## Werkstandorte
- Altenburg, Schlosskirche – Ludwig Krebs 1989–1990
- London, 1992 FIDEM mit Dieter Dietze
- Berlin, Staatl. Museen – 2008 Medaille Taurus
- Leipzig, Zoologischer Garten – Marabu 1986
- Leipzig, Museum der bildenden Künste – Hajo Rose 1978, Stier 2010
- Leipzig, Gasometer Stadtwerke Leipzig GmbH – Max Reimann 1988
- Leipzig, Mitropa Hauptbahnhof – Friedrich List 1989
- Zinnowitz, Stele für Karol Swierczewski 1982–1983

## Ausstellungen (unvollständig)
- 1974/1975: Frankfurt/Oder, Galerie Junge Kunst („Junge Künstler '74.  1. Ausstellung junger bildender Künstler der DDR“)
- 1978: Leipzig („Porträtkunst der 70er Jahre“)
- 1979 und 1985: Leipzig, Bezirkskunstausstellungen
- 1982: Berlin, Treptower Park („Plastik und Blumen“)
- 1982/1983: Dresden, IX. Kunstausstellung der DDR
- 2005: Leipzig, Große Sächsische Kunstausstellung